# Hawaiianische Holzrose

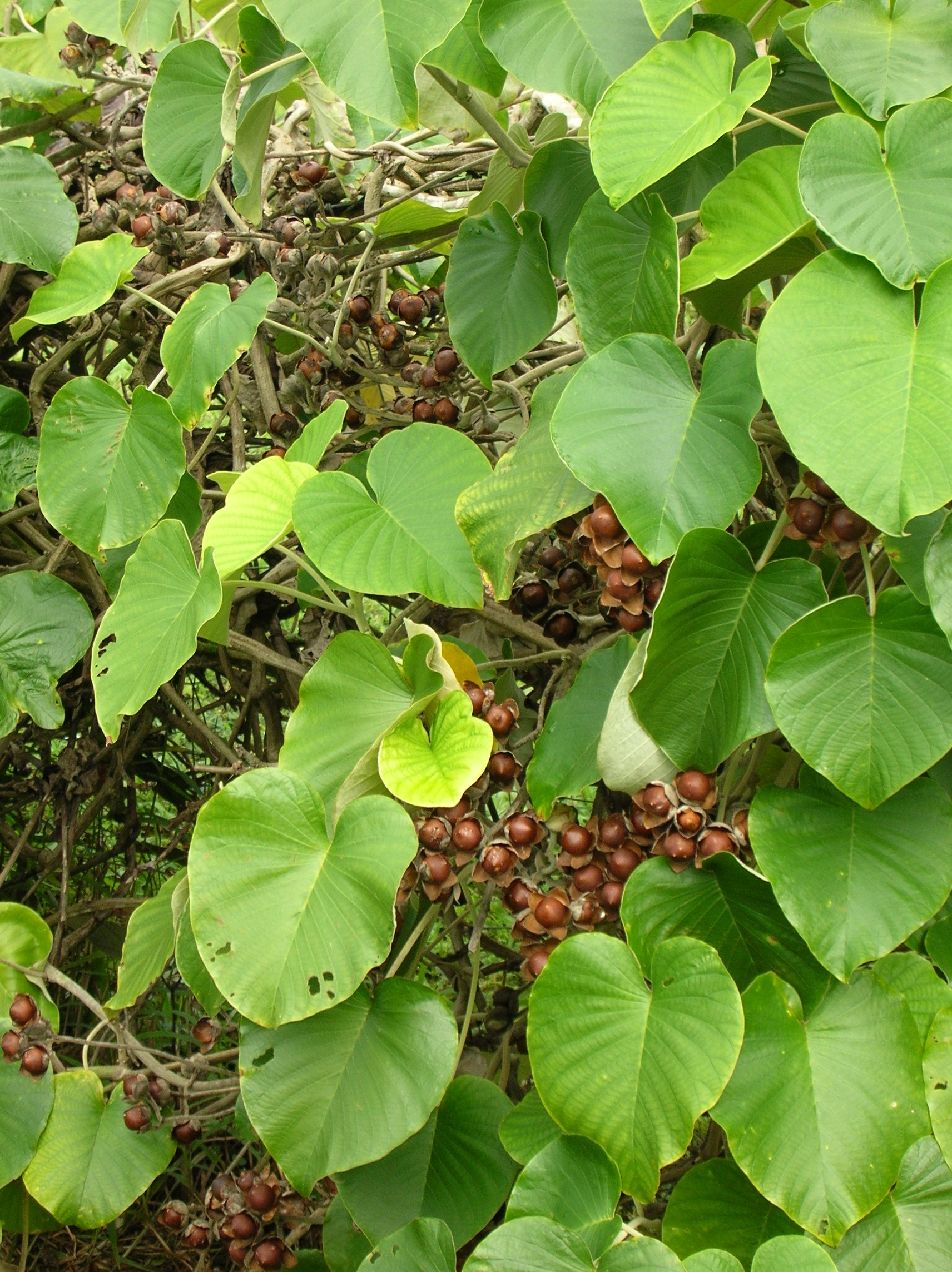
Fruchtstände und Blätter von Argyreia nervosa

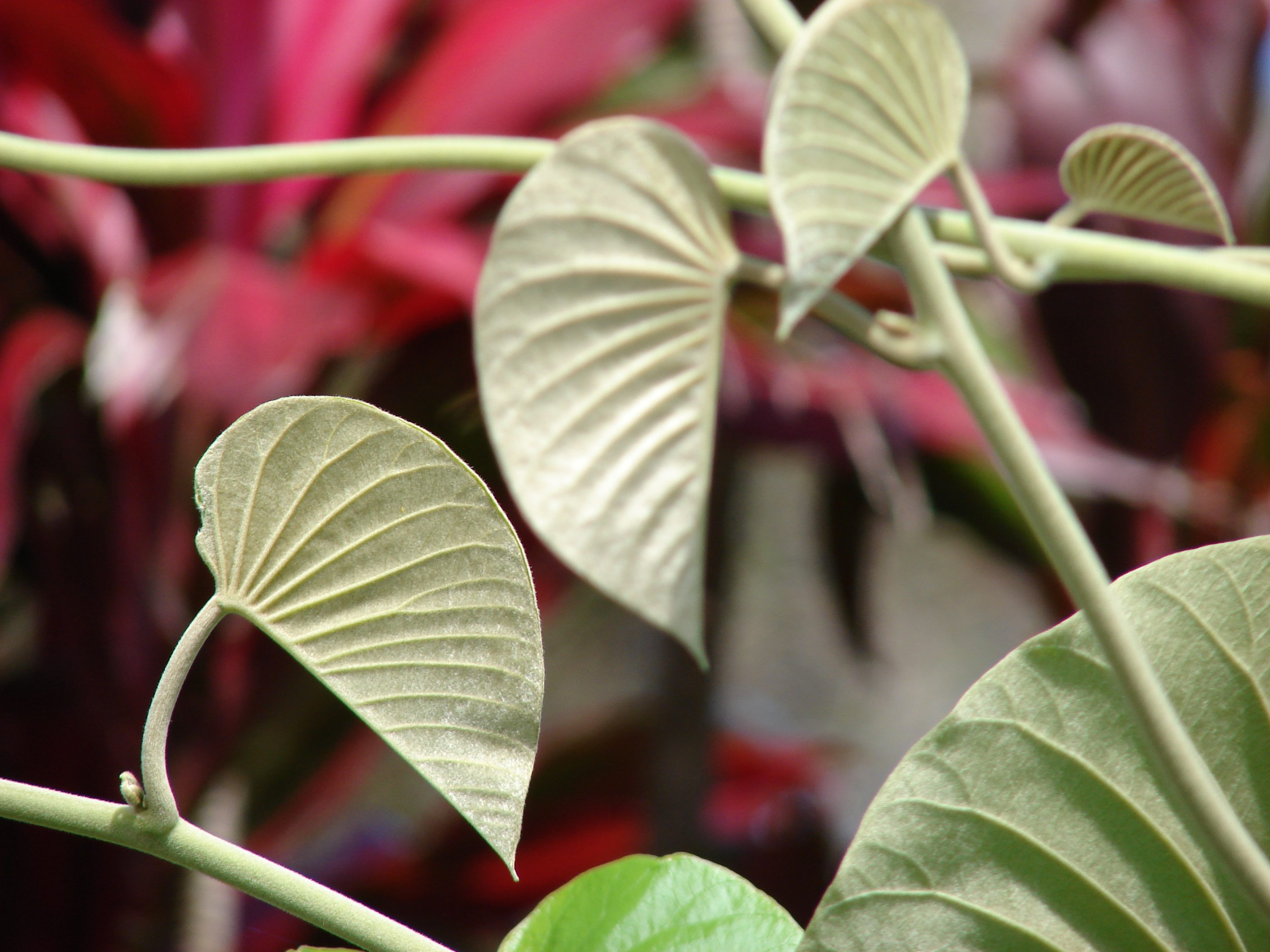
Feinhaarige Ranken und Blattstiele sowie die graufilzige Blattunterseite mit hervortretenden Seitennerven von Argyreia nervosa

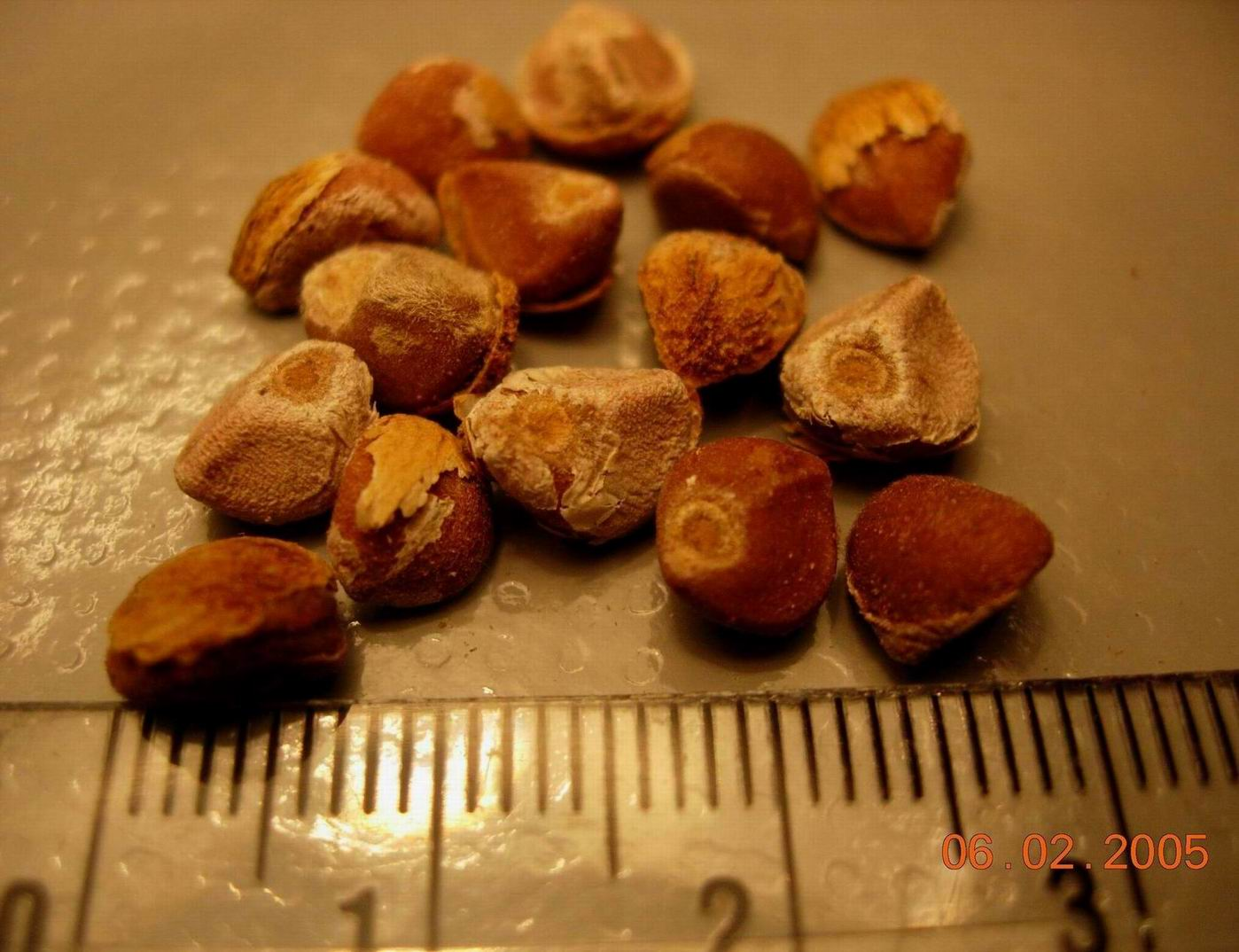
Bräunliche Samen von Argyreia nervosa

Die Hawaiianische Holzrose oder Holzrose (Argyreia nervosa), auch Hawaiian Baby Woodrose, Monkey rose, Elefanten- oder Silberwinde und Silberkraut genannt, ist eine windende Kletterpflanze aus Indien, die zu den Windengewächsen (Convolvulaceae) gehört. Entgegen ihrem Namen ist sie ursprünglich im tropischen Asien heimisch. Man findet sie auf Hawaii, in der Karibik, in Indien, Bangladesch, Australien, Afrika und auf Sri Lanka.

## Beschreibung

### Vegetative Merkmale
Argyreia nervosa ist eine ausdauernde, tropische Kletterpflanze, Liane die bis zu 10 m hoch klettert. Die langstieligen, großen, herzförmigen, ganzrandigen, auf der Unterseite fahlgrünen und weich graufilzig behaarten, abgerundet bis zugespitzten oder spitzen, teils bespitzten Blätter erreichen eine Länge und Breite von bis zu 30 cm. Sie sind wechselständig angeordnet, die Nervatur ist gefiedert, teils wechselnd, mit vielen deutlichen, unterseits hervortretenden Seitennerven. Aufgrund der großen Blätter die an Elefantenohren erinnern wird die Pflanze auch Elefantenwinde genannt. Die Blätter und Wurzeln haben Milchsaft-Kanäle. Die hellgrünlichen Stiele und Ranken sind feinhaarig.

### Generative Merkmale
Die großen, weißlich bis purpurnen, in der Kronröhre dunkel purpurnen, kurz gestielten, zwittrigen Blüten stehen an bis 15 cm langen, samtig behaarten und hellgrünlichen Stielen in bis etwa 20 cm langen, cymösen Blütenständen. Die Blüten sind mit blattartigen, haarigen, später abfallenden, zugespitzten und hellgrünen Deckblättern unterlegt. Der grünliche, trichterförmige und fünfzählige Kelch ist feinhaarig. Die bespitzten Kelchblätter sind dachziegelig angeordnet und bis etwa 2 cm lang. Die lange, röhrenförmige und eingefaltete, quetschfaltige und verwachsene Corolla ist außen weißlich und feinhaarig. Der ausgebreitete Saum aus fünf rundlichen Lappen ist quetschfaltig, mit einem auffälligen fünf-strahligen Sternmuster in der Mitte, das aus den Zwischenfaltungen (interplica) gebildet wird. Die Blüten sind ca. 5–7,5 cm lang und bis 5 cm breit. Es sind fünf, drei kürzere und zwei längere, eingeschlossene Staubblätter mit pfeilförmigen Antheren, die um den Griffel mit zweilappiger, pappillöser Narbe eine Säule bilden und ein haariger, vierkammeriger und oberständiger Fruchtknoten vorhanden. Der Fruchtknoten ist basal von einem wulstigen, fünflappigen Nektarring umgeben.
Es werden trockene, glatte, dunkelbraune und rundliche bis etwa 1,5–2 cm große, ledrige und fein bespitzte (Panzer-)Beeren mit einem beständigen, rosettigen und ausgebreiteten, holzigen, trockenen, orange-braunen Kelch ausgebildet. Das Gesamte Erscheinungsbild erinnert an eine geschnitzte Rose, daher ist auch einer der Trivialnamen der Pflanze „Holzrose“. Die Beeren enthalten unter dem ledrigen, dicken Perikarp bis zu vier bräunliche, weißlich-flaumhaarige und bis ca. 8–12 mm große und abgerundete bis kantige Samen mit auffälligem Hilum. Die einzelnen Samenkammern sind jeweils mit papierigen Scheidewänden getrennt. Die äußere haarige Samenschale (Testa) ist später oft abgerieben, darunter ist das bräunliche Tegmen. Die Samen enthalten Ergolin- und Indol-Alkaloide und sie sind etwa 0,1 g schwer.
Die Chromosomenzahl beträgt 2n = 30.

## Taxonomie
Die Erstbeschreibung erfolgte 1768 durch Nicolaas Laurens Burman unter dem Basionym Convolvulus nervosus in Flora Indica auf Seite 48, begleitet durch die Abbildung 1 auf der Tafel 20. Die Neukombination zu Argyreia nervose erfolgt 1837 durch Wenceslas Bojer in Hortus Mauritianus 224. Weitere Synonyme sind Argyreia speciosa (L. f.) Sweet, Convolvulus speciosus L. f., Batatas betacea Lindl., Convolvulus nervosus Burm.f., Ipomoea speciosa (L.f.) Pers., Ipomoea valerioi Standl. & L.O.Williams, Lettsomia nervosa (Burm.f.) Roxb., Rivea nervosa (Burm.f.) Hallier f., Samudra speciosa (L.f.) Raf.

## Geschichte
Die Holzrose stammt aus Indien und wurde dort schon lange für medizinische Zwecke verwendet. Früh muss sie nach Hawaii gekommen sein. Ein traditioneller Gebrauch der psychoaktiven Samen ist im Gegensatz zur medizinischen Verwendung der Wurzeln nicht überliefert. Ihre psychoaktive Wirkung wurde im Westen durch phytochemische Studien entdeckt. Auf Hawaii wird der Samen als billiges Rauschmittel genutzt. Zunehmend sind in den USA und Europa Holzrosesamen in den letzten Jahren als legales Psychedelikum beliebt geworden und werden vor allem von niederländischen SmartShops und im Internet unter diversen Markennamen und Zubereitungen vertrieben.

## Medizinische Verwendung
Die Pflanze wird von alters her in der ayurvedischen Medizin verwendet. Sie gilt als Tonikum für Nerven und Gehirn und wird als Verjüngungsmittel, Aphrodisiakum und zur Steigerung der Intelligenz eingenommen. In Laborversuchen mit Blättern an Mäusen konnten eine aphrodisierende und Geschwüre heilende Wirkung festgestellt werden. Die Hawaiianische Holzrose wird auch bei Bronchitis, Husten, Ejakulationsschwäche, Nervosität, Syphilis, Zuckerkrankheit, Tuberkulose, Arthritis und genereller Schwäche verordnet (Warrier et al. 1993 I: 173B). In Assam wird die Holzrose volksmedizinisch verwendet (Jain und Dam 1979: 53).

## Wirkung
Die Samen der Hawaiianischen Holzrose (in Fachkreisen auch Hawaiian Babies oder Sunshine Acid genannt) sind für ihre psychoaktive Wirkung bekannt. Sie enthalten unter anderen den aktuell nicht gelisteten Wirkstoff Ergin (Lysergsäureamid, LSA), der dem Lysergsäurediethylamid (LSD) ähnlich ist. Eine Mehrheit von mit beiden Stoffen experimentell vertrauten Konsumenten beschrieben die Wirkung von 4 bis 8 Samen (dies entspricht etwa 2 g Argyreia nervosa) als einem LSD-Rausch sehr ähnlich, mit jedoch schwächerer psychedelischer Wirkung. Das heißt, es treten psychedelischen Muster und Empfindungen auf, wobei auch von farbenprächtigen Visionen mit mystischem Charakter gesprochen wurde. Die Wirkung tritt etwa 30–120 Minuten nach Einnahme ein und kann zwischen vier und zwölf Stunden andauern. Der Konsument kann nach Einnahme der Samen einen euphorischen Zustand erreichen, dem im Anschluss ein angenehmes Kribbeln im ganzen Körper folgt, das einige Stunden anhält (Stark 1984: 28B). Es kann aber auch zu Nebenwirkungen wie Psychosen, Übelkeit, häufig Erbrechen, Erschöpfung, Kreislaufkollaps und Verstopfung kommen. Auch an den Tagen nach dem Konsum können noch Nachwirkungen in Form von allgemeinem Unwohlsein, Übelkeit und Blähungen auftreten. Bei Überdosierungen können toxische Effekte (Ergotismus) auftreten. Schwangere und Leberkranke sollten kein Ergin zu sich nehmen.